# Comuna Rădeni, Strășeni
Comuna Rădeni este o comună din raionul Strășeni, Republica Moldova. Este formată din satele Rădeni (sat-reședință), Drăgușeni și Zamciogi.

## Demografie
Conform datelor recensământului din 2014, comuna are o populație de 3.203 locuitori. La recensământul din 2004 erau 3.071 de locuitori.

## Administrație și politică
Componența Consiliului local Rădeni (13 consilieri), ales la 5 noiembrie 2023, este următoarea:
|  | Partid                           | Consilieri | Componență | Componență | Componență | Componență | Componență | Componență | Componență | Componență | Componență | Componență | Componență | Componență | Componență |
|  | -------------------------------- | ---------- | ---------- | ---------- | ---------- | ---------- | ---------- | ---------- | ---------- | ---------- | ---------- | ---------- | ---------- | ---------- | ---------- |
|  | Partidul Acțiune și Solidaritate | 13         |            |            |            |            |            |            |            |            |            |            |            |            |            |